# PK (metralhadora)
A PK (em russo:  Пулемёт Калашникова, transliterado como Pulemyot Kalashnikova, ou "Metralhadora Kalashnikov") é uma metralhadora de uso geral alimentada por fita e com câmara para o cartucho 7,62×54mmR desenvolvida pela União Soviética e atualmente produzida primordialmente pela Rússia. Cópias de metralhadoras PK foram ou ainda são fabricadas na Bulgária, China, Irã, Polônia, Sérvia (ex-Iugoslávia), seja no calibre original 7,62x54R ou no calibre 7,62x51 OTAN.
A PK foi introduzida em 1961 como uma substituta das metralhadoras SG-43 Goryunov e RP-46 Degtyaryov, sendo atualizada no modelo PKM (M de modernizada) em 1969. Ela continua a ser usada pela infantaria e em blindados das forças russas. Também foi extensivamente exportada para dezenas de países e participou de diversos conflitos.

## História
A Diretoria Principal de Artilharia da União Soviética (GRAU) adotou os requisitos de especificação para uma nova metralhadora de uso geral de 7,62mm para os níveis de companhia e batalhão que deveria ser calibrada para um cartucho de fuzil em 1955.
Em 1958, um protótipo de metralhadora, desenvolvido por G.I. Nikitin e Yuri M. Sokolov e um lote de 500 armas foi encomendado para testes de campo prolongados com tropas. Com base nos resultados dos testes, foi decidido em 1960 fabricar um lote de metralhadoras Nikitin-Sokolov para testes de serviço e, em seguida, colocar a metralhadora em produção na Fábrica Mecânica Kovrov. No entanto, quando a metralhadora Nikitin-Sokolov estava quase concluída, uma equipe de projetistas da Fábrica Mecânica Izhevsk se juntaram à competição, chefiada por M.T. Kalashnikov, e consistindo ainda em V.V. Krupin, V. N. Pushchin, A.D. Kryakushin, bem como Startsev, Kamzolov, Koryakovtsev, Yuferev. Seu protótipo de metralhadora foi baseado no comprovado projeto de ferrolho rotativo operado a gás das armas de padrão Kalashnikov.
Os protótipos Kalashnikov e Nikitin-Sokolov foram submetidos a testes de serviço nos distritos militares da Ásia Central, Odessa e Báltico, bem como nos cursos de treinamento de oficiais Vystrel no final de 1960. A Diretoria Principal de Mísseis e Artilharia e o Ministério da Indústria de Defesa preferiram o projeto Kalashnikov, pois este foi considerado mais confiável e mais barato de fabricar do que o projeto de Grigory Nikitin e Yuri Sokolov. O PK/PKS foi colocado em produção na Fábrica Mecânica Kovrov e usou o tripé e uma caixa de cinta de munição originalmente projetada para o protótipo de metralhadora Nikitin-Sokolov. O design da metralhadora de Nikitin e Sokolov foi posteriormente usado na metralhadora pesada NSV de 12,7×108mm que foi colocada em produção em 1971. A Kalashnikov PK é uma metralhadora de uso geral que possui quatro versões básicas:
- metralhadora leve disparando de um bipé integral – (PK);
- metralhadora média disparando de um tripé universal – (PKS);
- metralhadora coaxial de tanque – (PKT);
- e metralhadora para veículos blindados (em montagens de pino) – (PKB).

Quando a arma básica foi aprimorada em 1969 para se tornar o PKM, todas as suas versões também receberam designações semelhantes – PKMS e PKMT.

## Detalhes do projeto

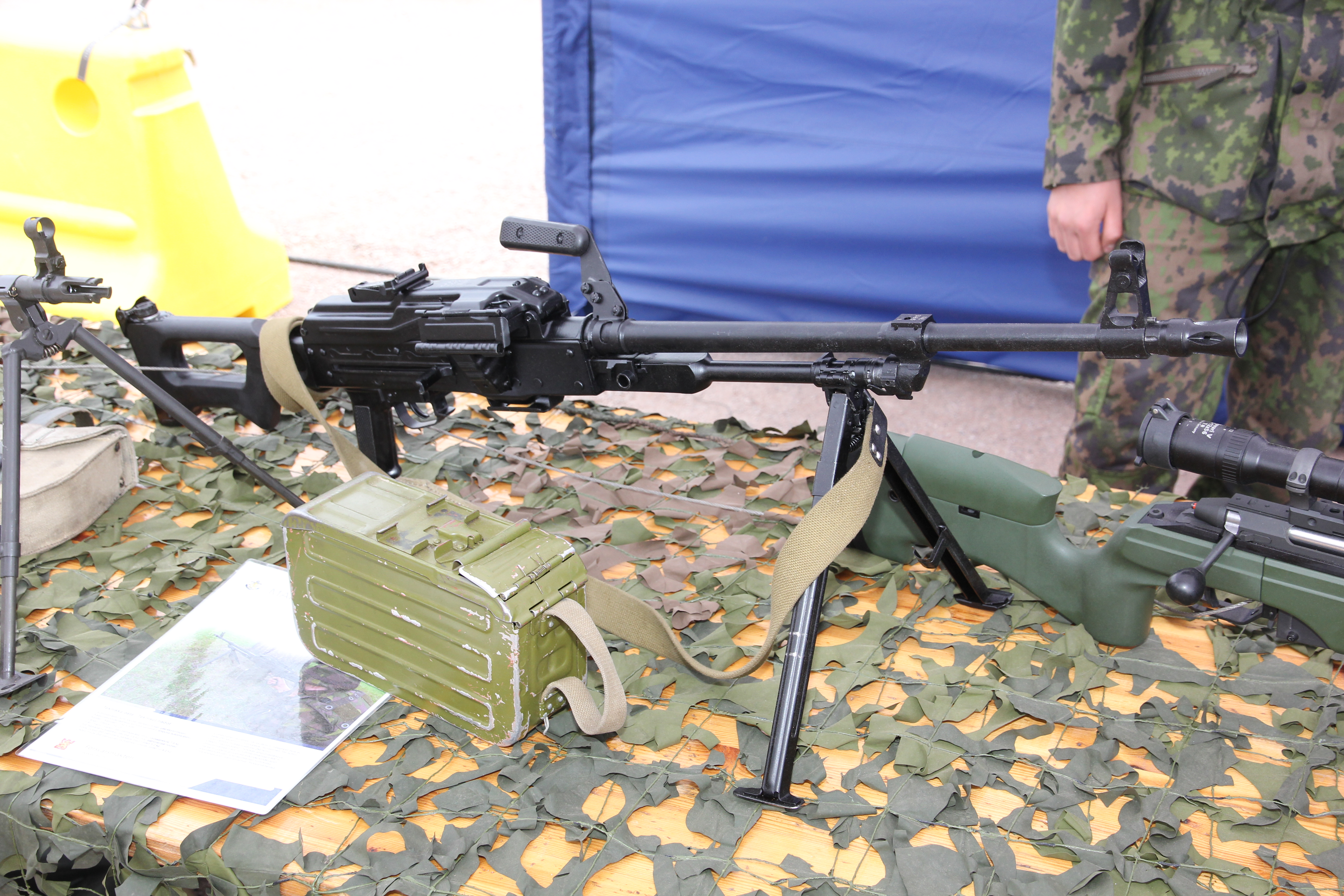
Metralhadora PKM em exibição durante o aniversário da Marinha Finlandesa, em Helsinki, em 2012.

A PK original foi um desenvolvimento do fuzil de assalto AKM de Kalashnikov e o desenho da metralhadora leve RPK que o acompanhava, a qual apresentava culatras estampados. A PK usa o cartucho padrão 7,62×54mmR do Bloco Oriental, de alta potência, que produz significativamente mais impulso do ferrolho quando comparado aos cartuchos intermediários 7,62×39mm (AK-47) e 5,45×39mm (AK-74), assim complementando o pelotão de infantaria soviético. O sniper integrado também utiliza essa munição no fuzil SVD Dragunov. O peso das metralhadoras PK e PKM é de 9kg e 7,5kg, respectivamente, sendo mais leves que as metralhadoras ocidentais de mesmo tipo. Com o uso de um único kit de peças de reposição e dois conjuntos de canos, a vida útil da série de metralhadoras PKM modernizada é garantida por pelo menos 25.000 tiros.

### Mecanismo de operação
O desenho do ferrolho e do transportador é semelhante ao AK-47 e outras armas de padrão Kalashnikov modernizadas, assim como o procedimento de remoção realizado para sua limpeza. O ferrolho e o conjunto do ferrolho são, no entanto, orientados de cabeça para baixo em comparação com o AKM, com o pistão e o sistema de gás embaixo do cano. A PK usa um sistema de trancamento de ferrolho rotativo e um sistema de gás auto-regulável e operação de alimentação com cintas de aço de bolso aberto.